# 柏树路124号别墅
29°34′07″N 115°58′49″E / 29.56861°N 115.98028°E
柏树路124号别墅位于中国江西省庐山牯岭东谷柏树路124号，庐山图书馆左侧，1996年被列为全国重点文物保护单位。
柏树路124号别墅原称俄罗斯亚洲银行别墅，是1919年3月汉口俄罗斯亚洲银行建造的。1927年春被朱培德买下，1938年至1939年4月为江西省保安团的指挥部。1959年中共八届八中全会和1961年中央工作会议期间，刘少奇在此居住。1963年3月，陈毅也曾在此居住。
整幢别墅依山而建，建筑面积约600平方米，庭院占地约4900平方米。共三层，一楼为客厅、餐厅、客房，二楼为卧室、客厅，二楼之上为阁楼。